# Daniel Omielańczuk
Daniel Omielańczuk (Sokołów Podlaski, 31 agosto 1982) è un lottatore di arti marziali miste polacco.
Combatte nella categoria dei pesi massimi per l'organizzazione statunitense UFC, ed in precedenza ha militato nella promozione polacca KSW.

## Caratteristiche tecniche
Omielańczuk è un lottatore che predilige la lotta a terra e che ha ottenuto buona parte delle sue vittorie grazie alla sua abilità nelle sottomissioni.

## Carriera nelle arti marziali miste

### Ultimate Fighting Championship
Omielańczuk compie il suo debutto per l'UFC il 21 settembre 2013 a UFC 165, dove combatte Nandor Guelmino. Dopo due riprese particolarmente accese, il polacco si aggiudica la vittoria per KO all'ultimo round.
Il suo prossimo avversario si rivela essere lo statunitense Jared Rosholt, il quale affronta il 19 aprile 2014 all'evento UFC Fight Night 39. Omielańczuk ne uscirà sconfitto tramite decisioen unanime.
L'8 novembre seguente avrebbe dovuto sfidare Soa Palelei in occasione di UFC Fight Night 55, ma è costretto a ritirarsi dall'evento a causa di un infortunio al pollice ed è sostituito da Walt Harris.
Omielańczuk torna sul ring l'11 aprile 2015 quando affronta Anthony Hamilton a UFC Fight Night 64. Il polacco viene sconfitto ai punti per la seconda volta consecutiva.
Per il suo prossimo incontro era in procinto di sfidare Konstantin Erokhin il 18 luglio seguente a UFC Fight Night 72, ma il suo avversario si ritira dall'evento per via di un infortunio e viene sostituito dal debuttante Chris de la Rocha. Omielańczuk tornerà alla vittoria aggiudicandosi il match via KO tecnico dopo soli 48 secondi.
Il 27 febbraio 2016 combatte Jarjis Danho in occasione di UFC Fight Night 84, trionfando via decisione tecnica di maggioranza al terzo round dopo che Danho era rimasto impossibilitato a continuare per via di una ginocchiata.
Il 13 luglio affronta il veterano Oleksiy Oliynyk all'evento UFC Fight Night 91, aggiudicandosi a gran sorpresa la vittoria tramite decisione di maggioranza.

### Risultati nelle arti marziali miste
| Risultato | Record | Avversario    | Metodo | Evento                           | Data           | Round | Tempo | Città                   | Note |
| --------- | ------ | ------------- | ------ | -------------------------------- | -------------- | ----- | ----- | ----------------------- | ---- |
|           |        | Stefan Struve |        | UFC 204: Bisping vs. Henderson 2 | 8 ottobre 2016 |       |       | Manchester, Inghilterra |      |